# PhaST
Der PhaST (Pharmazie-Studieneignungstest) ist ein fachspezifischer Studieneignungstest, der von den Universitäten Freiburg, Heidelberg und Tübingen in Kooperation mit der ITB Consulting GmbH entwickelt und vom Ministerium für Wissenschaft, Forschung und Kunst des Landes Baden-Württemberg gefördert wird. Er wird von den Universitäten ab dem Wintersemester 2020/21 für die Auswahl von Studierenden verwendet. Der Test geht mit einer Gewichtung von 20 bis 40 Prozent in das Auswahlverfahren der Hochschulen und mit einer Gewichtung von 30 bis 100 Prozent in die Zusätzliche Eignungsquote ein. Die Verwendung des PhaST steht auch Universitäten außerhalb Baden-Württembergs offen. Die Universität der Saarlandes verwendet den PhaST als erste Universität außerhalb Baden-Württembergs.

## Entwicklung
Der PhaST wurde 2019 auf Basis einer Analyse der Studienanforderungen im Pharmaziestudium entwickelt. Der Anlass für die Entwicklung war das Urteil des Bundesverfassungsgerichts zur Vergabe von Studienplätzen bei bundesweiter Zulassungsbeschränkung. Der PhaST kombiniert fachspezifische Studierfähigkeitsmodule, wie sie ähnlich auch im Test für Medizinische Studiengänge (TMS) verwendet werden, mit Kenntnismodulen zur Erfassung naturwissenschaftlicher Schulkenntnisse. Die Testaufgaben werden von den baden-württembergischen Universitäten und ITB entwickelt. Die Testentwicklung und -durchführung erfolgt nach den Standards der psychologischen Eignungsdiagnostik, wie sie u. a. in der DIN 33430 beschrieben werden. Im Oktober 2019 wurde eine empirische Erprobung der Aufgaben mit 272 Studierenden der Pharmazie durchgeführt, danach wurde das finale Testkonzept festgelegt.

## Anwendung
Folgende Universitäten nutzen den PhaST als Auswahlkriterium für das Pharmaziestudium:
- Freie Universität Berlin
- Rheinische Friedrich-Wilhelms-Universität Bonn
- Technische Universität Braunschweig
- Heinrich-Heine-Universität Düsseldorf
- Friedrich-Alexander-Universität Erlangen-Nürnberg
- Johann Wolfgang Goethe-Universität Frankfurt am Main
- Albert-Ludwigs-Universität Freiburg
- Martin-Luther-Universität Halle-Wittenberg
- Ruprecht-Karls-Universität Heidelberg
- Friedrich-Schiller-Universität Jena
- Christian-Albrechts-Universität zu Kiel
- Universität Leipzig
- Johannes Gutenberg-Universität Mainz
- Philipps-Universität Marburg
- Ludwig-Maximilians-Universität München
- Universität Münster
- Universität Regensburg
- Universität des Saarlandes
- Eberhard Karls Universität Tübingen
- Julius-Maximilians-Universität Würzburg

## Testaufbau
Der PhaST besteht aus elf Modulen:
- Arbeitspräzision und Konzentration
- Verständnis und Anwendung komplexer Regeln
- Verknüpfen komplexer Daten
- Textverständnis
- Räumliches Denken
- Qualitative Stoffanalyse
- Interpretation naturwissenschaftlicher Abbildungen und Tabellen
- Analyse quantitativer Zusammenhänge
- Mathematik und Physik
- Biologie
- Chemie

## Testdurchführung
Die Durchführung des PhaST erfolgt an vier Testterminen im Jahr als Onlinetest unter Aufsicht in Testzentren in ganz Deutschland. Eine Teilnahme kostet 75 Euro und ist mehrmals (einmal pro Kalenderjahr) möglich. Die Durchführungsdauer beträgt etwa 4 Stunden. Die erste Durchführung des PhaST fand am 16. Mai 2020 statt.